# Robert Sénéchal
Robert Sénéchal (ur. 5 maja 1892 roku w Rocquencourt, zm. 30 lipca 1985 roku w Sanary-sur-Mer) – francuski kierowca wyścigowy.

## Kariera
W swojej karierze wyścigowej Sénéchal poświęcił się startom w wyścigach Grand Prix oraz w wyścigach samochodów sportowych. W 1930 roku odniósł zwycięstwo w klasie Voiturette Grand Prix Francji. W 1931 roku Francuz pojawiał się w stawce Mistrzostw Europy AIACR. Z dorobkiem siedemnastu punktów uplasował się na dwudziestej pozycji w klasyfikacji generalnej. W latach 1924-1925 Francuz dołączył do stawki 24-godzinnego wyścigu Le Mans. W pierwszym starcie nie dojechał do mety. Rok później stanął na drugim stopniu podium w klasie 1.1, a w klasyfikacji generalnej był trzynasty.